# Uma Aventura (série de televisão)
Uma Aventura é uma série de televisão infanto-juvenil portuguesa, originalmente transmitida pela SIC de 14 de outubro de 2000 a 19 de abril de 2007 e produzida pela Screen TV Produções Audiovisuais, nas primeiras duas temporadas, pela SIC, na terceira e quarta temporada, e pela Teresa Guilherme Produções, na quinta temporada. É baseada na série literária Uma Aventura das escritoras Isabel Alçada e Ana Maria Magalhães.
Com o lançamento da OPTO, a plataforma de streaming da SIC, a série foi lançada na sua totalidade a 24 de novembro de 2020. À data de 2024, Uma Aventura está a ser reposta na SIC, no início das manhãs de domingo, e também no canal  SIC Novelas.

## Sinopse
A série relata as inúmeras aventuras de cinco grandes amigos: as gémeas Teresa e Luísa (juntamente com o seu cão maltês, Caracol) e os rapazes Pedro, Chico e João (juntamente com o pastor-alemão Faial, do último). Juntos resolvem qualquer tipo de mistério, em qualquer local do país.

## Elenco
Temporada 1 (2000)
- Cristóvão Campos - Chico
- Manuel Moreira - Pedro
- Mafalda Mendes - Teresa
- Filipa Mendes - Luísa
- Sandro Silva - João (episódio 1 a 10)
- Salvador Nery - João (episódio 11)

Temporada 2  (2002)
- Alexandre Personne - Chico
- João Albino - Pedro
- Salvador Nery - João
- Mafalda Mendes - Teresa
- Filipa Mendes - Luísa

Temporada 3, 4 e 5 (2004-2007)
- Francisco Areosa - Chico
- Rudy Rocha - João
- Maria Figueiredo - Luísa
- Diana Figueiredo - Teresa
- Pedro Nolasco - Pedro

## Episódios
| Temp. | Temp. | Episódios | Estreia da temporada    | Final da temporada     |
| ----- | ----- | --------- | ----------------------- | ---------------------- |
|       | 1     | 14        | 14 de outubro de 2000   | 26 de novembro de 2000 |
|       | 2     | 18        | 12 de fevereiro de 2002 | 8 de agosto de 2002    |
|       | 3     | 16        | 6 de novembro de 2004   | 26 de dezembro de 2004 |
|       | 4     | 8         | 19 de dezembro de 2005  | 28 de dezembro de 2005 |
|       | 5     | 15        | 26 de março de 2007     | 19 de abril de 2007    |

## Actores convidados (por episódio)
Uma Aventura na Cidade (2000)
- Carla Lupi
- Henrique Mendes
- Inês Rosado
- João Portugal
- Paulo Patrício
- Rui Fernandes
- Tareka
- Teresa Balbi

Uma Aventura na Biblioteca (2000)
- Carlos Dias
- Catarina Furtado
- José Afonso Pimentel
- João de Carvalho
- Júlia Lello
- Luísa Fernanda
- Pedro Laginha

Uma Aventura na Escola (2000)
- Duarte Santana Lopes
- Joana Loureiro
- João Portugal
- José Figueiras
- Miguel Menezes
- Rodrigo Saraiva
- Tareka

Uma Aventura no Supermercado (2000)
- Alexandra Fernandes
- Ana Rita Seixas
- Conceição Lino
- Fátima Lopes
- Francisco Braulio
- Luís Pereira
- Maria de Lurdes Torres Ribeiro
- Paulo Bravo
- Vanda Frutuoso
- Vítor Fernandes
- Vítor Filipe

Uma Aventura em Lisboa (2000)
- Ana Sarabua
- Diogo Rodrigues
- Fernando Tavares Marques
- Duarte Santana Lopes
- Júlia Pinheiro
- Pedro Abecassis
- Teresa Balbi

Uma Aventura no Palácio da Pena (2000)
- Ana Rita Tristão - Magda
- António Évora - Senhor Raposo
- Bárbara Guimarães - Diretora do Palácio
- Carla Lupi  - Mãe das Gémeas
- Gabriel Leite - Pai das Gémeas
- Helder Mendes - Guarda Jorge
- Joaquim Custódia - Gerente
- Jonathan Weightman - Turista Alemão
- Luisa Salgado Matos
- Maya Axelsson - Turista Alemã
- Ricardo Afonso - Macário
- Rita Calçada Bastos - Guia do Palácio
- Salvador Nery - João

Uma Aventura na Quinta das Lágrimas (2000)
- Ana Marques
- Fernando Lupach
- Inês Castel-Branco
- Juan Soutullo
- Liliana Campos
- Sara Norte

Uma Aventura no Bosque (2001)
- Carla Bolito - Incendiária
- Inês Black - Alexandra

Uma Aventura na Televisão (2001)
- Ana Marques - Alexandra
- Francisco Véstia - Capanga
- Guida Ascensão - Ana Nery
- Humberto Bernardo - Tito
- João Melo - Liru

Uma Aventura no Estádio (2001)
- Jorge Gabriel - jornalista
- Afonso Vilela - Beto

Uma Aventura na Noite das Bruxas (2004)
- Paula Luiz
- Paulo Manso
- Rita Pereira - Lucy
- Rosa Lobato Faria
- Suzana Borges

Uma Aventura Alarmante (2004)
- André Patrício - Zé Alberto
- Ricardo Carriço - Dr. Natércio
- Marco António
- Victor Espadinha

Uma Aventura no Ribatejo (2004)
- Io Apolloni - Tia Estefânia
- Conceição Lino - ela própria
- Augusto Madureira - ele próprio
- Tina Barbosa

Uma Aventura em Evoramonte (2004)
- Liliana Campos - Valéria Ribas
- Paula Luís - Mafalda Galamba
- Gustavo Santos - Lívio

Uma Aventura na Mina (2004)
- Carla Salgueiro
- Joel Branco - Armindo Candeias
- Miguel Sá Monteiro - André Rosado
- Marco Costa - Luís Filipe
- Alda Gomes - Vanda
- Gonçalo Matias - Rodrigo
- Miguel Romeira - Sílvio

Uma Aventura no Algarve (2005)
- Sofia Espírito Santo - Tia Francisca
- Rui Luís Brás - Heitor
- Sofia Nicholson - Laurie
- Miguel Romeira - Rogério

Uma Aventura no Porto (2005)
- Fernando Rocha - Tio Ricardo
- Nelson Luís - Carlos
- Susana Sá
- Andreia Tavares - Rita
- Hugo Nascimento Veloso
- Olga Dias - Tia Inês
- Ricardo Barbosa - Daniel

Uma Aventura Debaixo da Terra (2005)
- Nuno Graciano - ladrão
- Sofia de Portugal - professora

Uma Aventura na Praia (2005)
- André Patrício
- Catarina Wallenstein
- Nuno Eiró
- Paula Farinhas

Uma Aventura entre Douro e Minho (2007)
- Diogo Morgado
- Leonor Alcácer
- Jorge Paupério
- João Araújo

Uma Aventura na Terra e no Mar (2007)
- Mafalda Pinto - Andreia
- Miguel Eloy - Gabriel
- Luís Martinho - Renato